# Lampona punctigera
Espèce
Lampona punctigera est une espèce d'araignées aranéomorphes de la famille des Lamponidae.

## Distribution
Cette espèce est endémique d'Australie. Elle se rencontre dans le Sud du Queensland, au Victoria, dans le Sud de l'Australie-Méridionale et dans le Sud-Est de l'Australie-Occidentale.

## Description
Le mâle décrit par Platnick en 2000 mesure 7,3 mm et la femelle 9,8 mm.

## Publication originale
- Simon, 1908 : Araneae. 1re partie. Die Fauna Südwest-Australiens. Jena, vol. 1, no 12, p. 359-446 (texte intégral).